# District de Castelo Branco
Pour les articles homonymes, voir Castelo Branco (homonymie).
Le district de Castelo Branco est un district du Portugal.
Sa superficie est de 6 675 km², ce qui en fait le 4e du pays en superficie. Sa population est de 208 069 habitants (2001).
Sa capitale en est la ville éponyme de Castelo Branco.
Historiquement, le District correspond approximativement à l'ancienne province Beira Baixa.
La région est sous un climat quasi méditerranéen, il y fait très chaud en été.
Géographiquement, le district s'étend des contreforts sud de la Serra da Estrela, de la Serra de Malcata, prolongé dans son ensemble sur le beau massif de Serra da Gardunha. Plus à l'est au-delà de Rio Ponsul s'étend la planicie d'Idanha a Nova, plaine cultivée, et portant parfois des bosquets d'eucalyptus qui tranchent l'horizon qui s'étend jusqu'en Espagne toute proche. Plus à l'ouest, au-delà de la ville de Castelo Branco, le paysage change, et les chênes verts, oliviers, et eucalyptus laissent place à la pinède, dont les plus belles sont d'Oleiros et de Vila de Rei, dans les massifs montagneux de Muradal, Alvélos, de Lousã, créant avec la serra de gardunha et d'Estrela le paysage en toile de fond des citadins de Castelo Branco, au-delà des terres cultivées.
Le district de Castelo Branco comprend 11 municipalités :
- Belmonte
- Castelo Branco
- Covilhã
- Fundão
- Idanha-a-Nova
- Oleiros
- Penamacor
- Proença-a-Nova
- Sertã
- Vila de Rei
- Vila Velha de Ródão